# Acalolepta misella
Acalolepta misella es una especie de escarabajo longicornio del género Acalolepta, tribu Monochamini, subfamilia Lamiinae. Fue descrita científicamente por Breuning en 1936.
Se distribuye por la isla de Borneo. Mide aproximadamente 9-10 milímetros de longitud.